# Copa Espírito Santo de Futebol 2007
In 2007 werd de vijfde editie van de Copa Espírito Santo de Futebol, gespeeld voor voetbalclubs uit de Braziliaanse staat Espírito Santo. De competitie werd georganiseerd door de FES en werd gespeeld van 18 augustus tot 18 november. Jaguaré werd kampioen en mocht daardoor deelnemen aan de Copa do Brasil 2008.

## Eerste fase

### Groep A
| Plaats | Clu          | Wed. | W | G | V | Saldo | Ptn. |
| ------ | ------------ | ---- | - | - | - | ----- | ---- |
| 1.     | Jaguaré      | 6    | 4 | 2 | 0 | 11:2  | 14   |
| 2.     | Linhares     | 6    | 2 | 3 | 1 | 6:5   | 9    |
| 3.     | Colatinense  | 6    | 1 | 3 | 2 | 4:6   | 6    |
| 4.     | CTE Colatina | 6    | 0 | 2 | 4 | 4:12  | 2    |

|  | Geplaatst voor tweede fase |

### Groep B
| Plaats | Clu                 | Wed. | W | G | V | Saldo | Ptn. |
| ------ | ------------------- | ---- | - | - | - | ----- | ---- |
| 1.     | Vilavelhense        | 6    | 3 | 1 | 2 | 14:6  | 10   |
| 2.     | Rio Branco          | 6    | 3 | 1 | 2 | 8:9   | 10   |
| 3.     | Desportiva Capixaba | 6    | 2 | 2 | 2 | 6:6   | 8    |
| 4.     | Serra               | 6    | 2 | 0 | 4 | 5:12  | 6    |

|  | Geplaatst voor tweede fase |

## Tweede fase
| Plaats | Clu          | Wed. | W | G | V | Saldo | Ptn. |
| ------ | ------------ | ---- | - | - | - | ----- | ---- |
| 1.     | Jaguaré      | 6    | 4 | 2 | 0 | 11:4  | 14   |
| 2.     | Vilavelhense | 6    | 3 | 1 | 2 | 12:7  | 10   |
| 3.     | Linhares     | 6    | 1 | 3 | 2 | 6:8   | 6    |
| 4.     | Rio Branco   | 6    | 0 | 2 | 4 | 8:18  | 2    |

|  | Geplaatst voor finale |

## Finale
|                  |              |       |         |  |
| 11 november Heen | Vilavelhense | 0 – 0 | Jaguaré |  |
| 11 november Heen |              |       |         |  |

|                   |               |       |              |                     |
| 18 november Terug | Jaguaré       | 0 – 0 | Vilavelhense | Toeschouwers: 2.564 |
| 18 november Terug |               |       |              | Toeschouwers: 2.564 |
| 18 november Terug | Strafschoppen |       |              | Toeschouwers: 2.564 |
| 18 november Terug | 5-4           |       |              | Toeschouwers: 2.564 |

## Kampioen
| Copa Espírito Santo de Futebol de 2007 |
| Jaguaré                                |
| -------------------------------------- |
| JAGUARÉ Kampioen (1e titel)            |